# Herbignac
Herbignac (bretonisch Erbigneg) ist eine französische Gemeinde mit 7178 Einwohnern (Stand 1. Januar 2022) im Département Loire-Atlantique in der Region Pays de la Loire. Sie gehört zum Kanton Guérande im Arrondissement Saint-Nazaire.

## Geographie

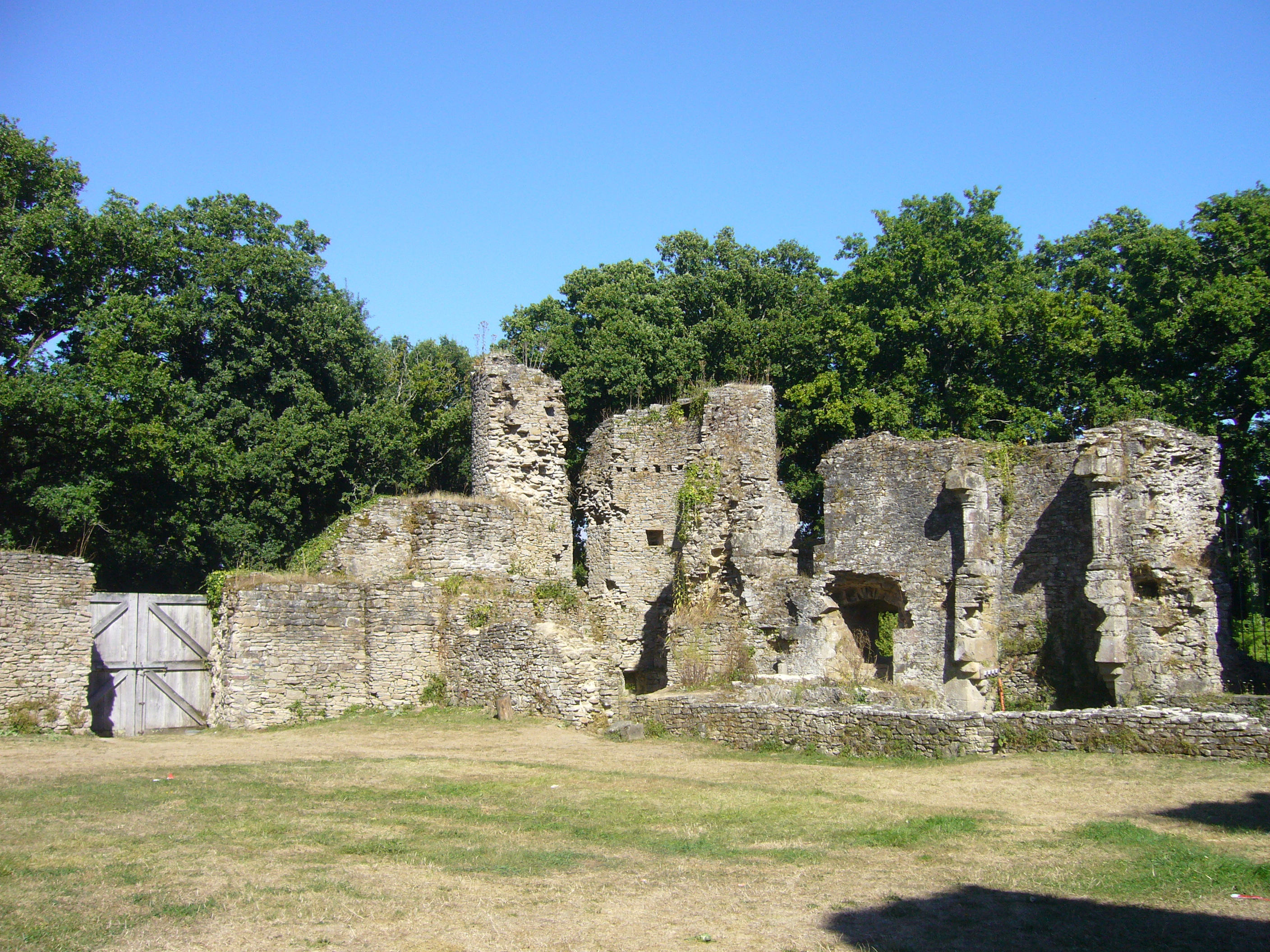
Ruinen des Château de Ranrouët

Die Gemeinde Herbignac liegt an der Grenze zum Département Morbihan nahe der Sumpf- und Lagunenlandschaft Brière, 16 Kilometer nördlich von Guérande und nahe der Mündung der Vilaine in den Atlantik. Das Gemeindegebiet ist Teil des Regionalen Naturparks Brière.
Das INSEE klassifizierte Herbignac 1999 als commune rurale monopolarisée in der aire urbaine Saint-Nazaire im espace urbain Nantes-Saint-Nazaire.
Zu Herbignac gehören die beiden Ortsteile Marlais und Pompas.

## Geschichte
Um 1125 errichteten lokale Herren eine Motte. An ihre Stelle trat im 13. Jahrhundert die unter Alain d’Assérac errichtete Burg Château de Ranrouët.
Während der Chouannerie zerstörten republikanische Kräfte 1793 die Burg und richteten viele Aufständische auf der Halbinsel von La Baule und Guérande hin. Schließlich wurde die Burgruine als Steinbruch freigegeben.
Während am Ende des Zweiten Weltkriegs Nantes bereits am 12. August 1944 und Landschaften südlich der Loire am 30. August 1944 von Alliierten erobert worden waren, übergaben die deutschen Truppen die Festung St. Nazaire und mit ihr Herbignac am 11. Mai 1945 amerikanischen Einheiten. Die Übergabe erfolgte erst drei Tage nach der deutschen Kapitulation, um den verminten Zugang zur Festung freizuräumen.

### Bevölkerungsentwicklung
| Jahr                       | 1962 | 1968 | 1975 | 1982 | 1990 | 1999 | 2006 | 2016 | 2022 |
| Einwohner                  | 3037 | 3078 | 3239 | 3778 | 4175 | 4350 | 5117 | 6719 | 7178 |
| Quellen: Cassini und INSEE |      |      |      |      |      |      |      |      |      |

## Sehenswürdigkeiten
- Burg von Ranrouët
- Kirche Saint-Cyr
- Kirche Saint-Cyr et Sainte-Juliette im Ortsteil Pompas
- Orthodoxe Kirche Saint-Macaire et Sainte-Anne im Ortsteil La Ville aux Prés
- Kapelle Notre-Dame-la-Blanche
- Ehemalige Kapelle, heute Gemeindesaal im Ortsteil Pompas
- Dolmen von Riholo

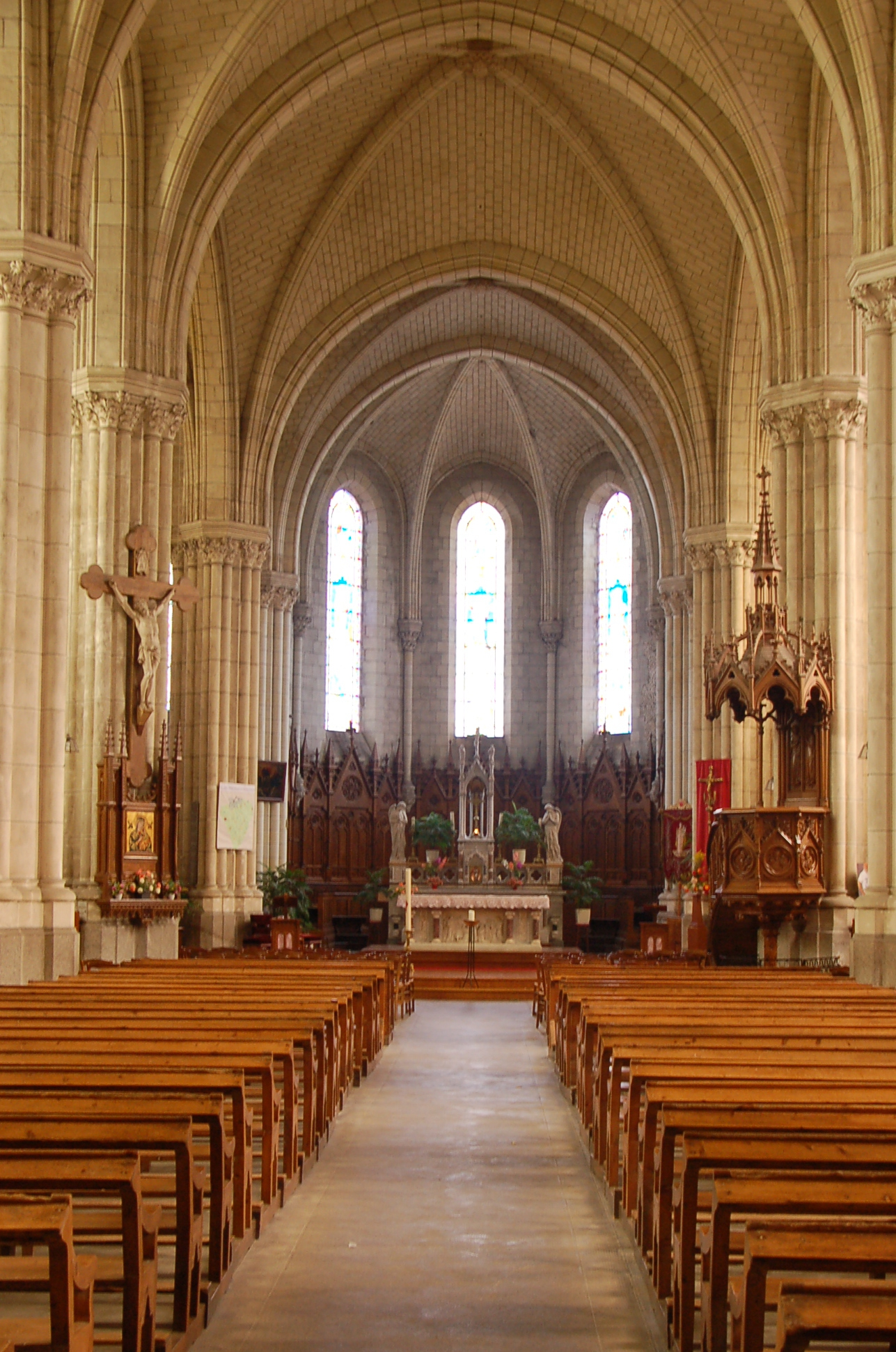
Innenansicht der Kirche Saint-Cyr
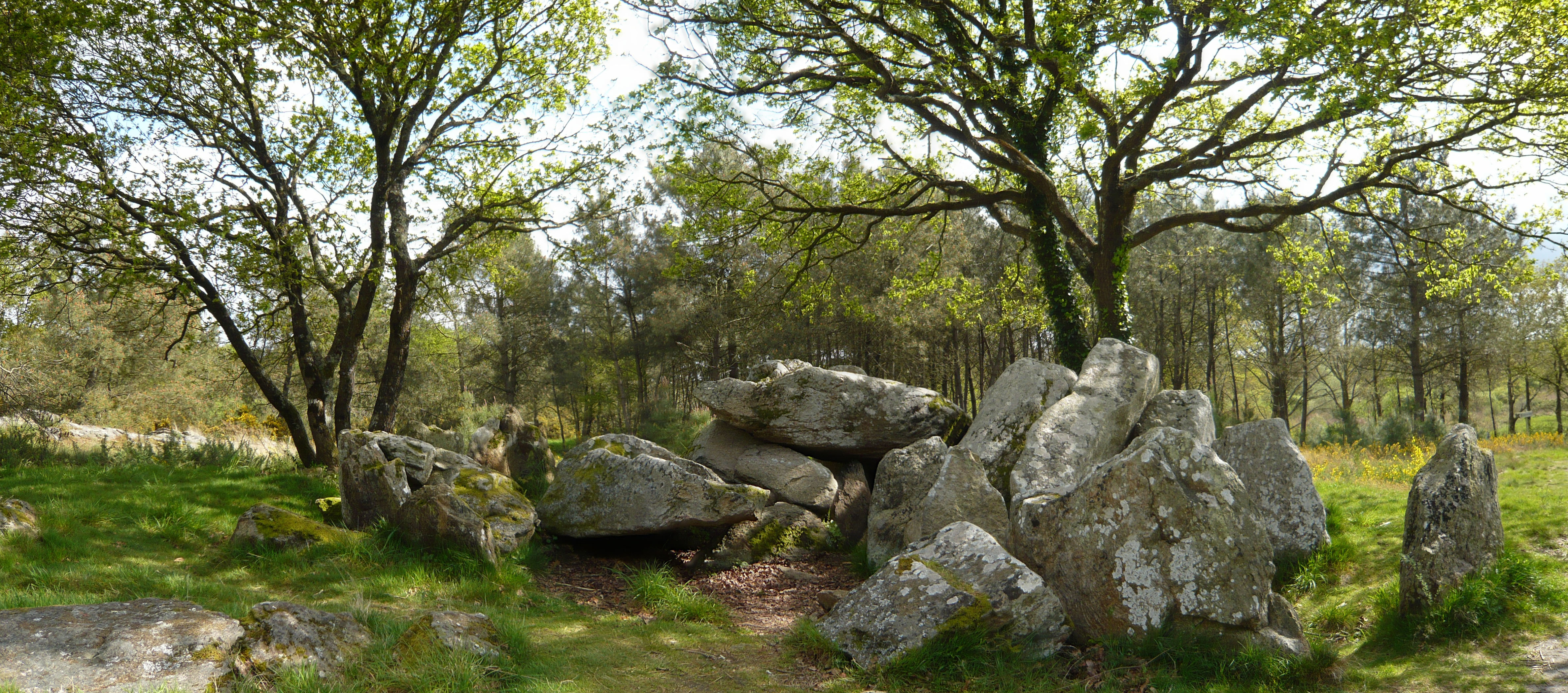
Dolmen von Riholo

## Bildung
In Herbignac gibt es zwei öffentliche Schulen und eine private sowie je ein privates und öffentliches collège.